# Burmannia tisserantii
Burmannia tisserantii är en enhjärtbladig växtart som beskrevs av Rudolf Schlechter. Burmannia tisserantii ingår i släktet Burmannia och familjen Burmanniaceae. Inga underarter finns listade i Catalogue of Life.